# Alvarado I
Alvarado I (anteriormente, proyecto La Risca) es una gran central termosolar en Alvarado, provincia de Badajoz, en Extremadura, España . La construcción de la central comenzó en diciembre de 2007 y finalizó en julio de 2009, cuando empezó a funcionar comercialmente. Construida por la empresa española Acciona Energía, tiene una capacidad instalada de 50 MWe y está situada junto a la central termosolar de La Florida.
La instalación está construida en un terreno de 1 km2 con un recurso solar de 2174 kWh/m2/año, que produce una potencia estimada de 105 200 MWh de electricidad al año (una potencia media de 12 MW). La central utiliza tecnología de colectores cilindro-parabólicos y está compuesta por 768 colectores solares térmicos, con una temperatura de salida de 393 °C (739 °F), transferidos con agentes de transferencia de calor de óxido de bifenilo y difenilo.
Una segunda instalación de 50 MWe, Alvarado II, se encuentra actualmente en fase de propuesta. Está previsto que se construya en la misma zona que Alvarado I.